# Nico Bouvy
Pour les articles homonymes, voir Bouvy.
Nico Bouvy (né le 11 juillet 1892 à Banda Neira et mort le 14 juin 1957 à La Haye), est un footballeur international néerlandais. Il participe aux Jeux olympiques d'été de 1912, remportant la médaille de bronze avec les Pays-Bas.

## Biographie
Nico Bouvy reçoit neuf sélections en équipe des Pays-Bas entre 1912 et 1913, inscrivant quatre buts.
Il participe aux Jeux olympiques d'été de 1912 organisés en Suède. Lors du tournoi olympique, il inscrit un doublé contre la Suède à Stockholm (victoire 3-4), puis un but contre l'Autriche (victoire 1-3 à Solna).
Il marque son dernier but le 20 avril 1913, contre la Belgique (défaite 2-4 à Zwolle).

## Palmarès

### Jeux olympiques
- Jeux olympiques de 1912 :
  -  Médaille de bronze.